# NGC 126
NGC 126 là một thiên hà dạng hạt đậu được phát hiện vào ngày 4 tháng 11 năm 1850 bởi Bindon Stoney, cùng ngày anh phát hiện ra NGC 127 và NGC 130.